# Lianne de Vries
Elisabeth Anne (Lianne) de Vries (Amsterdam, 28 juni 1990) is een Nederlandse voetbalster die uitkwam voor FC Utrecht, PEC Zwolle en sc Heerenveen. Sinds het seizoen 2021-2022 speelt de Vries voor SV Saestum te Zeist. 

## Carrière

### Jeugd
De Vries speelde bij de amateurvereniging Amstelveen Heemraad in jongenscompetities. In de zomer van 2009 maakte ze de overstap naar FC Utrecht om mee te gaan spelen in de Eredivisie voor vrouwen. Na twee jaar Utrecht stapte ze over naar PEC Zwolle.

### Statistieken
| Seizoen | Club          | Land      | Competitie            | Wedstrijden | Doelpunten |
| ------- | ------------- | --------- | --------------------- | ----------- | ---------- |
| 2009/10 | FC Utrecht    | Nederland | Eredivisie            | 10          | 0          |
| 2010/11 | FC Utrecht    | Nederland | Eredivisie            | 18          | 0          |
| 2011/12 | FC Zwolle     | Nederland | Eredivisie            | 23          | 0          |
| 2012/13 | PEC Zwolle    | Nederland | BeNe League Orange    | 7           | 0          |
| 2012/13 | PEC Zwolle    | Nederland | Women's BeNe League B | 9           | 2          |
| 2013/14 | sc Heerenveen | Nederland | Women's BeNe League   | 25          | 1          |
| 2014/15 | sc Heerenveen | Nederland | Women's BeNe League   | 22          | 1          |
| 2015/16 | sc Heerenveen | Nederland | Eredivisie            | 19          | 1          |
| 2016    | Urædds FK     | Noorwegen | Toppserien            | 6           | 0          |
| Totaal  | Totaal        | Totaal    | Totaal                | 133         | 5          |

## Nederlands elftal
De Vries maakte op 4 mei 2008 op 17-jarige leeftijd haar debuut voor het Nederlands elftal. De wedstrijd tegen China werd in Emmen met 2-2 gelijk gespeeld. Drie dagen later speelde ze alweer haar tweede interland, opnieuw tegen China, ditmaal werd het 1-1. In de zomer van 2009 nam De Vries deel met het Nederlands elftal aan het EK. In het toernooi waarin Nederland de halve finales bereikte kwam ze echter niet in actie.

### Statistieken
| Seizoen         | Land            | Vriendschappelijk | Vriendschappelijk | Officieel | Officieel | Totaal | Totaal |
| Seizoen         | Land            | Wed.              | Dlp.              | Wed.      | Dlp.      | Wed.   | Dlp.   |
| --------------- | --------------- | ----------------- | ----------------- | --------- | --------- | ------ | ------ |
| 2007/08         | Nederland       | 2                 | 0                 | 0         | 0         | 2      | 0      |
| 2008/09         | Nederland       | 3                 | 0                 | 1         | 0         | 4      | 0      |
| 2009/10         | Nederland       | 2                 | 1                 | 1         | 0         | 3      | 1      |
| Carrière totaal | Carrière totaal | 7                 | 1                 | 2         | 0         | 9      | 1      |

Bijgewerkt op 19 nov 2009 08:51 (CET)